# Bars (Dordogne)
Pour les articles homonymes, voir Bars.
Bars est une commune française située dans le département de la Dordogne, en région Nouvelle-Aquitaine.

## Géographie

### Généralités
Dans l'est du département de la Dordogne, Bars est une commune du nord du Périgord noir.
À l'écart des routes principales, le bourg de Bars est situé dans la vallée du Thonac. Il se trouve, en distances orthodromiques, quatre kilomètres au sud de Thenon et neuf kilomètres au nord-ouest de Montignac-Lascaux.
Dans l'ouest, en forêt Barade, la commune est traversée par la route départementale 31.
Au sud, en limite de Plazac, le GR 36 borde le territoire communal sur près de deux kilomètres.

### Communes limitrophes
Bars est limitrophe de six autres communes. À l'est, le territoire de Montignac-Lascaux n'est éloigné que de 25 mètres.
| Fossemagne                         | Thenon | Auriac-du-Périgord |
|                                    | Bars   |                    |
| Rouffignac-Saint-Cernin-de-Reilhac | Plazac | Fanlac             |

### Géologie et relief

#### Géologie
Situé sur la plaque nord du Bassin aquitain et bordé à son extrémité nord-est par une frange du Massif central, le département de la Dordogne présente une grande diversité géologique. Les terrains sont disposés en profondeur en strates régulières, témoins d'une sédimentation sur cette ancienne plate-forme marine. Le département peut ainsi être découpé sur le plan géologique en quatre gradins différenciés selon leur âge géologique. Bars est située dans le troisième gradin à partir du nord-est, un plateau formé de calcaires hétérogènes du Crétacé.
Les couches affleurantes sur le territoire communal sont constituées de formations superficielles du Quaternaire et de roches sédimentaires datant pour certaines du Cénozoïque, et pour d'autres du Mésozoïque. La formation la plus ancienne, notée c4a(Bs), date du Santonien inférieur, composée de marnes à huîtres, calcaires crayeux en plaquettes gris à bryozoaires, puis grès carbonaté et sables jaunes (formation de Boussitran). La formation la plus récente, notée CFvs, fait partie des formations superficielles de type colluvions carbonatées de vallons secs : sable limoneux à débris calcaires et argile sableuse à débris. Le descriptif de ces couches est détaillé dans  les feuilles « no 783 - Thenon » et « no 784 - Terrasson » de la carte géologique au 1/50 000 de la France métropolitaine, et leurs notices associées,.

Carte géologique de Bars.

#### Relief et paysages
Le département de la Dordogne se présente comme un vaste plateau incliné du nord-est (491 m, à la forêt de Vieillecour dans le Nontronnais, à Saint-Pierre-de-Frugie) au sud-ouest (2 m à Lamothe-Montravel). L'altitude du territoire communal varie quant à elle entre 137 m et 276 m,.
Dans le cadre de la Convention européenne du paysage entrée en vigueur en France le 1er juillet 2006, renforcée par la loi du 8 août 2016 pour la reconquête de la biodiversité, de la nature et des paysages, un atlas des paysages de la Dordogne a été élaboré sous maîtrise d’ouvrage de l’État et publié en octobre 2020. Les paysages du département s'organisent en huit unités paysagères et 14 sous-unités. La commune fait partie du Périgord noir, un paysage vallonné et forestier, qui ne s’ouvre que ponctuellement autour de vallées-couloirs et d’une multitude de clairières de toutes tailles. Il s'étend du nord de la Vézère au sud de la Dordogne (en amont de Lalinde) et est riche d’un patrimoine exceptionnel.
La superficie cadastrale de la commune publiée par l'Insee, qui sert de référence dans toutes les statistiques, est de 22,58 km2,,. La superficie géographique, issue de la BD Topo, composante du Référentiel à grande échelle produit par l'IGN, est quant à elle de 23,4 km2.

### Hydrographie

#### Réseau hydrographique
La commune est située dans le bassin de la Dordogne au sein du Bassin Adour-Garonne. Elle est drainée par le Thonac, le Vimont, le ruisseau de Saint-Geyrac et par deux petits cours d'eau, qui constituent un réseau hydrographique de 11 km de longueur totale,.
Le Thonac, d'une longueur totale de 11,5 km, prend sa source dans la commune au nord-ouest du bourg de Bars et se jette dans la Vézère en rive droite à Thonac, face à Sergeac,. Il traverse le territoire communal en direction du sud-est sur près de quatre kilomètres.
Le Vimont, d'une longueur totale de 12,67 km, prend sa source dans la commune à environ trois kilomètres au-sud-ouest du bourg et se jette dans la Vézère en rive droite en limite de Tursac et de Peyzac-le-Moustier,. Il arrose le sud-ouest du territoire communal sur plus de deux kilomètres.
Le Saint-Geyrac, d'une longueur totale de 20,36 km, prend sa source à Fossemagne et se jette dans le Manoire en rive gauche à Boulazac Isle Manoire (territoire de l'ancienne commune de Saint-Laurent-sur-Manoire),. Il sert de limite territoriale au nord-ouest avec Fossemagne sur près d'un kilomètre et demi.

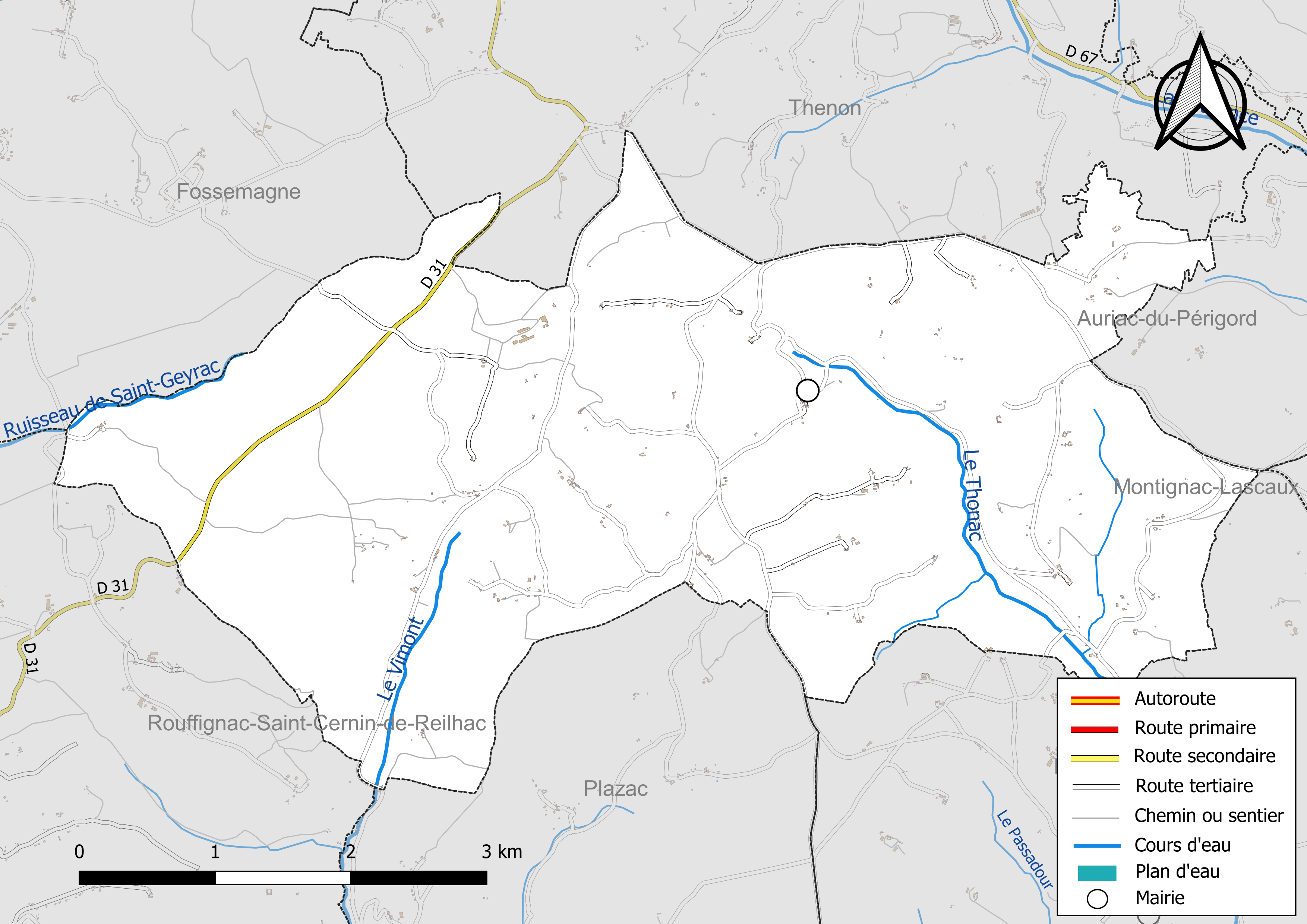
Réseaux hydrographique et routier de Bars.
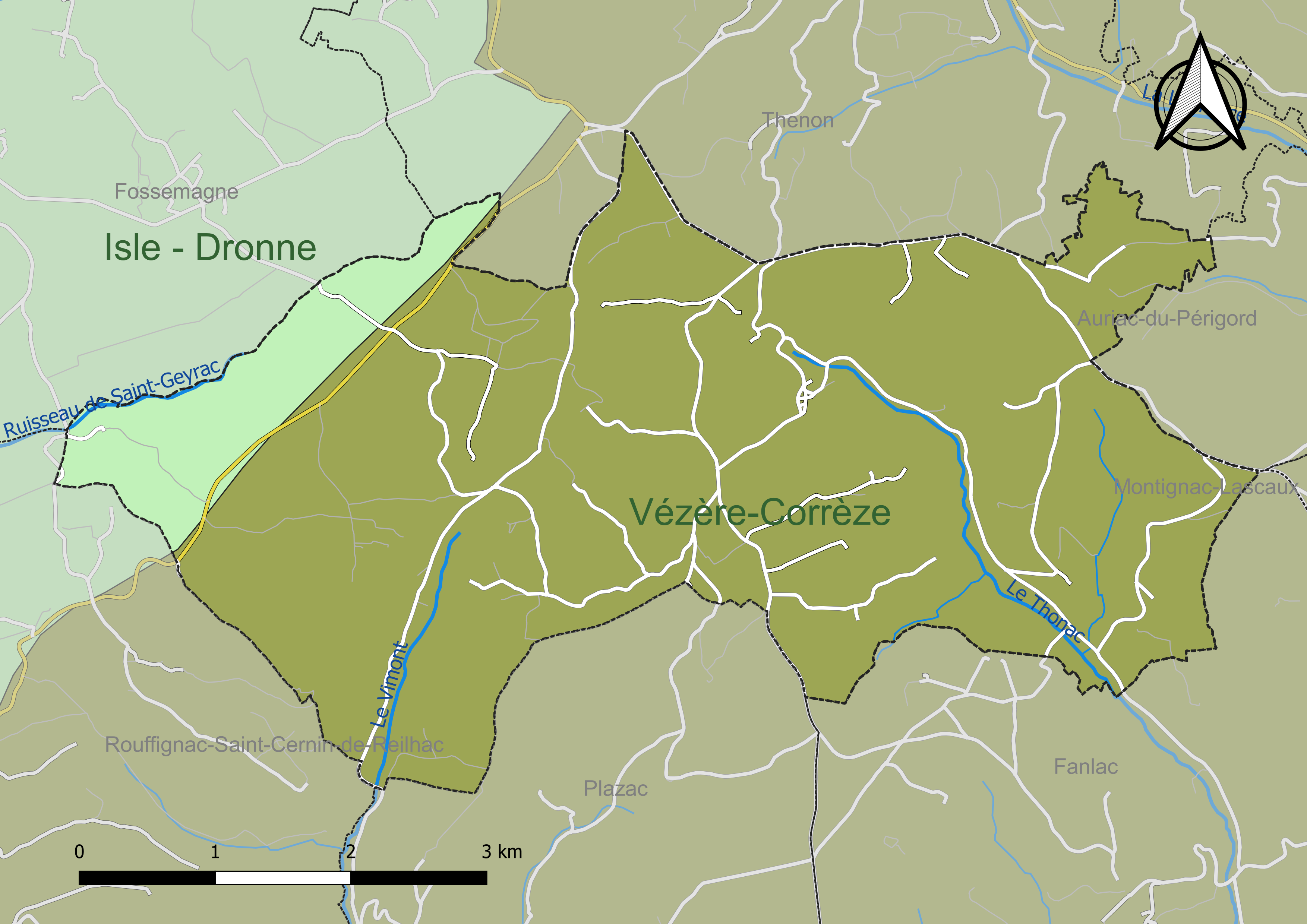
Carte des schémas d'aménagement et de gestion des eaux (SAGE) couvrant le territoire communal de Bars.

#### Gestion et qualité des eaux
Le territoire communal est couvert par les schémas d'aménagement et de gestion des eaux (SAGE) « Isle - Dronne » et « Vézère-Corrèze ». Le SAGE « Isle - Dronne », dont le territoire regroupe les bassins versants de l'Isle et de la Dronne, d'une superficie de 7 500 km2, a été approuvé le 2 août 2021. La structure porteuse de l'élaboration et de la mise en œuvre est l'établissement public territorial de bassin de la Dordogne (EPIDOR). Le SAGE « Vézère-Corrèze », dont le territoire regroupe les bassins versants de la Vézère et de la Corrèze, d'une superficie de 3 730 km2 est en cours d'élaboration. La structure porteuse de l'élaboration et de la mise en œuvre est le conseil départemental de la Corrèze. Ils définissent chacun sur leur territoire les objectifs généraux d’utilisation, de mise en valeur et de protection quantitative et qualitative des ressources en eau superficielle et souterraine, en respect des objectifs de qualité définis dans le troisième SDAGE  du Bassin Adour-Garonne qui couvre la période 2022-2027, approuvé le 10 mars 2022.
Seul le bassin versant du Saint-Geyrac à l'ouest, soit environ 10 % du territoire communal, ressort du SAGE « Isle - Dronne, ceux du Thonac et du Vimont dépendant du SAGE Vézère-Corrèze.
La qualité des eaux de baignade et des cours d’eau peut être consultée sur un site dédié géré par les agences de l’eau et l’Agence française pour la biodiversité.

### Climat
Pour des articles plus généraux, voir Climat de la Nouvelle-Aquitaine et Climat de la Dordogne.
Historiquement, la commune est exposée à un climat océanique aquitain.
En 2020, Météo-France publie une typologie des climats de la France métropolitaine dans laquelle la commune est exposée à un climat océanique altéré et est dans une zone de transition entre les régions climatiques « Aquitaine, Gascogne » et « Ouest et nord-ouest du Massif Central ». La première est caractérisée par une pluviométrie abondante au printemps, modérée en automne, un faible ensoleillement au printemps, un été chaud (19,5 °C), des vents faibles, des brouillards fréquents en automne et en hiver et des orages fréquents en été (15 à 20 jours). La seconde présente une pluviométrie annuelle de 900 à 1 500 mm, maximale en automne et en hiver.
Pour la période 1971-2000, la température annuelle moyenne est de 12,2 °C, avec  une amplitude thermique annuelle de 14,9 °C. Le cumul annuel moyen de précipitations est de 991 mm, avec 12,6 jours de précipitations en janvier et 7,3 jours en juillet. Pour la période 1991-2020, la température moyenne annuelle observée sur la station météorologique la plus proche, située sur la commune de Thenon à 4 km à vol d'oiseau, est de 12,9 °C et le cumul annuel moyen de précipitations est de 907,1 mm,. Pour l'avenir, les paramètres climatiques de la commune estimés pour 2050 selon différents scénarios d’émission de gaz à effet de serre sont consultables sur un site dédié publié par Météo-France en novembre 2022.

## Urbanisme

### Typologie
Au 1er janvier 2024, Bars est catégorisée commune rurale à habitat très dispersé, selon la nouvelle grille communale de densité à 7 niveaux définie par l'Insee en 2022.
Elle est située hors unité urbaine et hors attraction des villes,.

### Occupation des sols
L'occupation des sols de la commune, telle qu'elle ressort de la base de données européenne d’occupation biophysique des sols Corine Land Cover (CLC), est marquée par l'importance des forêts et milieux semi-naturels (62,5 % en 2018), une proportion sensiblement équivalente à celle de 1990 (63 %). La répartition détaillée en 2018 est la suivante : 
forêts (60,6 %), prairies (21,5 %), zones agricoles hétérogènes (15 %), milieux à végétation arbustive et/ou herbacée (1,9 %), terres arables (1 %). L'évolution de l’occupation des sols de la commune et de ses infrastructures peut être observée sur les différentes représentations cartographiques du territoire : la carte de Cassini (XVIIIe siècle), la carte d'état-major (1820-1866) et les cartes ou photos aériennes de l'IGN pour la période actuelle (1950 à aujourd'hui).

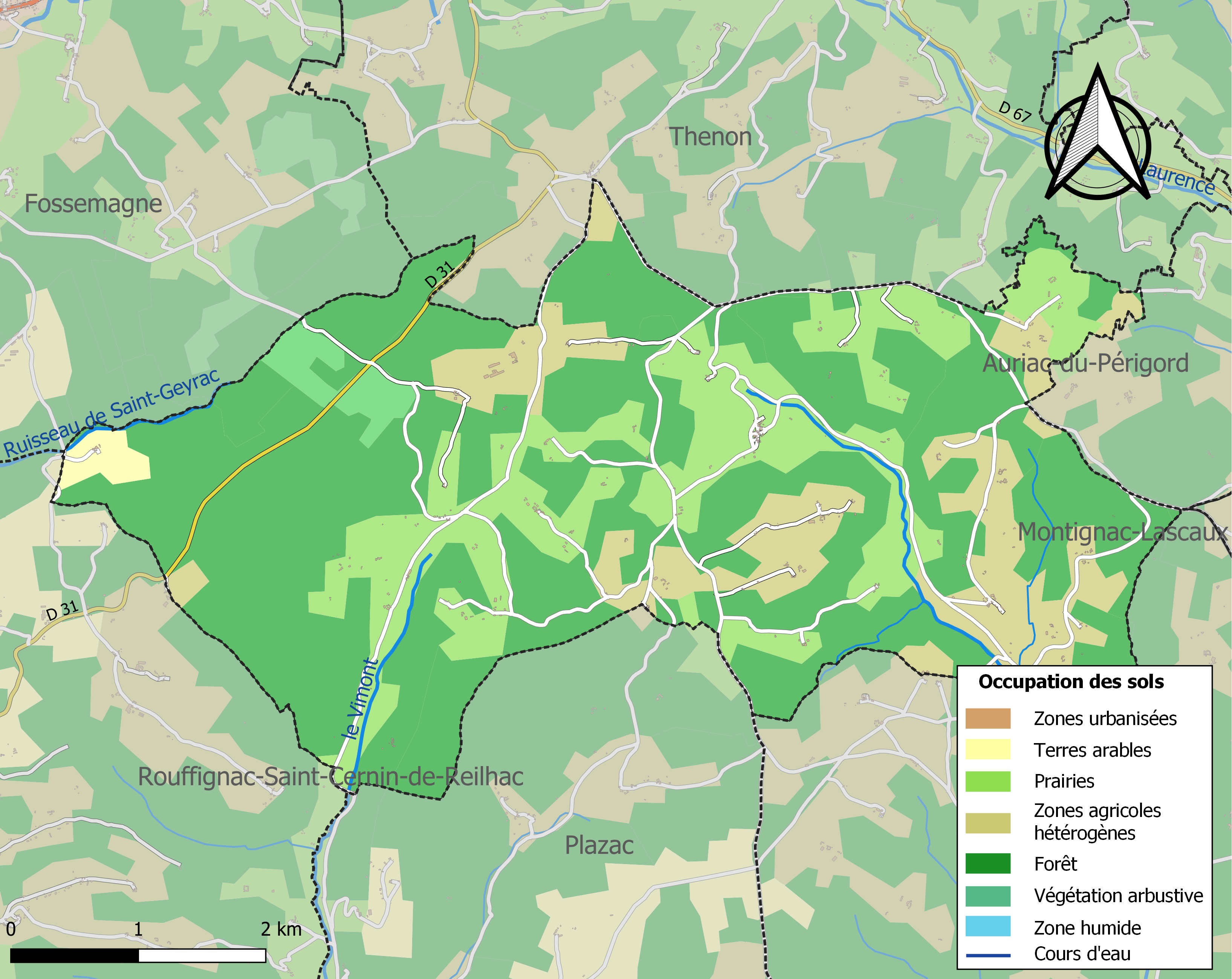
Carte des infrastructures et de l'occupation des sols de la commune en 2018 (CLC).

### Villages, hameaux et lieux-dits
Outre le bourg de Bars proprement dit, le territoire se compose d'autres villages ou hameaux, ainsi que de lieux-dits :
- l'Arlou
- Bancut
- la Baronie
- Belle Sole
- les Berniquets
- Bien-Aise
- la Bleynie
- les Boisseries
- le Bos de Costas
- Bos Perdu
- le Bousquet
- les Branlettas
- les Broussas
- la Brousse
- la Brunie
- Bugeas
- Caguefer
- Chabanettas
- le Chambord
- les Chaufours
- la Croix de Saint-Marc
- la Croze
- les Cuquets
- les Cuquets[Note 3]
- Faugère
- la Faurélie
- la Fereyrie
- Font de Cugey
- Font Dimanche
- Fontalirant
- Fontbuguet
- Fontroger
- Forêt domaniale de Barade
- le Four de Marty
- la Ganne
- les Grandes Vignes
- la Grandie
- le Grandval
- la Grimaudie
- Lac de l'Hôpital
- le Lac Sarle
- Lacadou
- Laguélie
- la Lardie
- Lascasses
- les Lucaux
- Malagnac
- la Malétie
- Marance
- la Mazière
- la Moulènerie
- l'Orlégie
- Perfaure
- le Petit Lac
- la Peyruge
- le Piey
- Puypautier
- Puypeyroux
- la Raye
- Saint-Michel
- Sarlande
- la Sautie
- la Siguinie
- le Sorbier
- la Trémouille
- les Trous de la Dinde
- la Tuilière.

### Prévention des risques
Le territoire de la commune de Bars est vulnérable à différents aléas naturels : météorologiques (tempête, orage, neige, grand froid, canicule ou sécheresse), feux de forêts, mouvements de terrains et séisme (sismicité très faible). Un site publié par le BRGM permet d'évaluer simplement et rapidement les risques d'un bien localisé soit par son adresse soit par le numéro de sa parcelle.
Bars est exposée au risque de feu de forêt. L’arrêté préfectoral du 14 mars 2013 fixe les conditions de pratique des incinérations et de brûlage dans un objectif de réduire le risque de départs d’incendie. À ce titre, des périodes sont déterminées : interdiction totale du 15 février au 15 mai et du 15 juin au 15 octobre, utilisation réglementée du 16 mai au 14 juin et du 16 octobre au 14 février. En septembre 2020, un plan inter-départemental de protection des forêts contre les incendies (PidPFCI) a été adopté pour la période 2019-2029,.

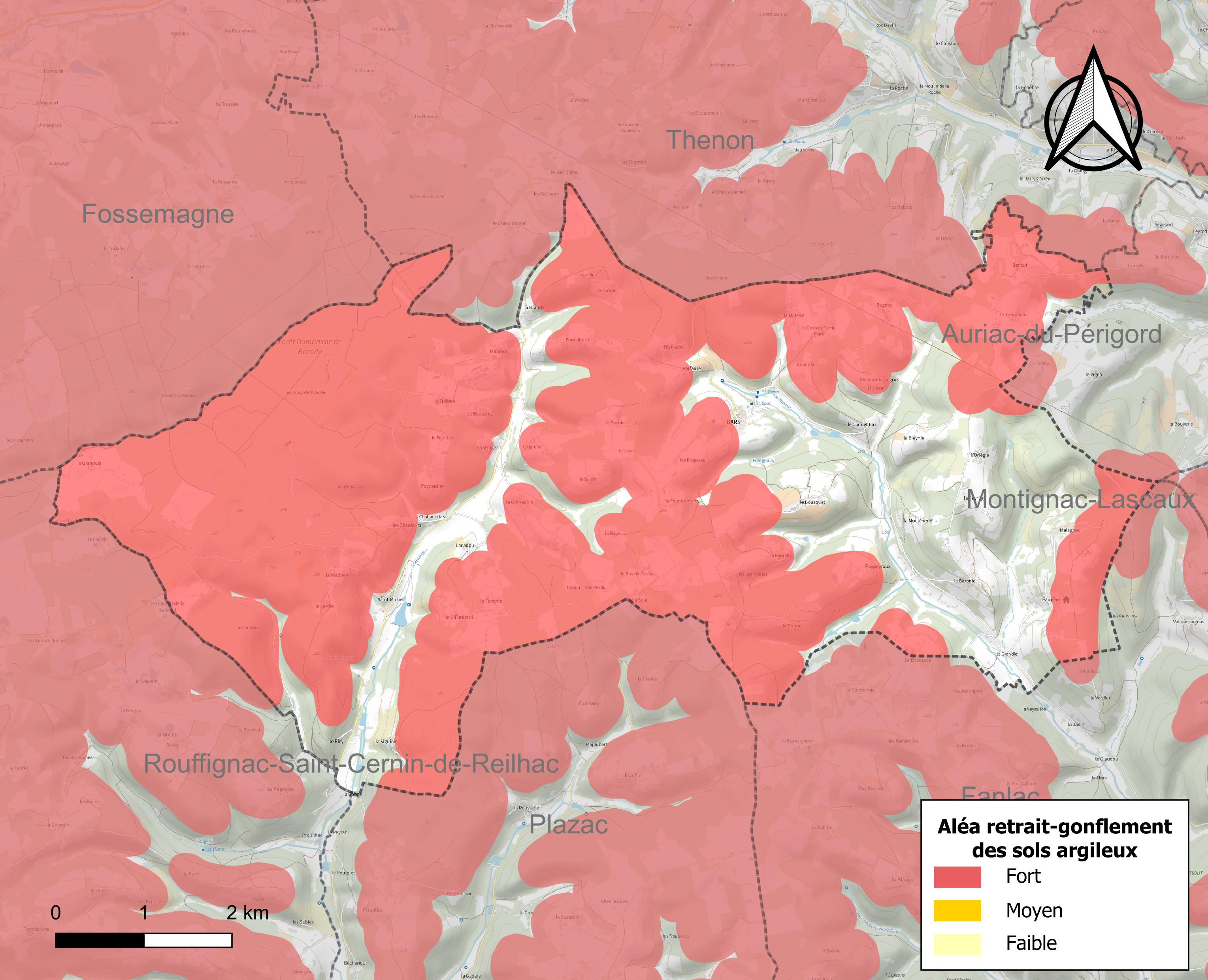
Carte des zones d'aléa retrait-gonflement des sols argileux de Bars.

Les mouvements de terrains susceptibles de se produire sur la commune sont des tassements différentiels. Le retrait-gonflement des sols argileux est susceptible d'engendrer des dommages importants aux bâtiments en cas d’alternance de périodes de sécheresse et de pluie. 70,8 % de la superficie communale est en aléa moyen ou fort (58,6 % au niveau départemental et 48,5 % au niveau national métropolitain). Depuis le 1er octobre 2020, en application de la loi ÉLAN, différentes contraintes s'imposent aux vendeurs, maîtres d'ouvrages ou constructeurs de biens situés dans une zone classée en aléa moyen ou fort,.
La commune a été reconnue en état de catastrophe naturelle au titre des dommages causés par les inondations et coulées de boue survenues en 1982, 1983, 1989, 1993, 1999, 2007 et 2008, par la sécheresse en 1989, 1991, 1992, 1995, 1997 et 2011 et par des mouvements de terrain en 1999.

## Toponymie
Le nom de la localité est attesté sous les formes Bartz au XIIIe siècle dans un pouillé, Bateri et Barcium en 1491.
Le nom de la commune pourrait se référer, soit à un nom de personnage gallo-roman Eparchius, soit à l'occitan bart, correspondant à une terre argileuse, soit encore, vu la position élevée du village, au mot gaulois barro, correspondant à une hauteur,.
En occitan, la commune porte le nom de Barç.

## Histoire
La première mention écrite connue du lieu se réfère à l'église d'un prieuré bénédictin et remonte à l'an 1120 sous la forme Ecclesia Sant Petri de Bars, dans une bulle du pape Calixte II qui précise que cette église dépend de l'abbaye de Tourtoirac.

## Politique et administration

### Rattachements administratifs et électoraux
Dès 1790, la commune de Bars est rattachée au canton de Thenon qui dépend du district de Montignac jusqu'en 1795, date de suppression des districts. En 1801, le canton dépend de l'arrondissement de Périgueux.
Dans le cadre de la réforme de 2014 définie par le décret du 21 février 2014, le canton de Thenon disparaît aux élections départementales de mars 2015. La commune est alors rattachée électoralement au canton du Haut-Périgord Noir.
En 2017, Bars est rattachée à l'arrondissement de Sarlat-la-Canéda,.

### Administration municipale
La population de la commune étant comprise entre 100 et 499 habitants au recensement de 2017, onze conseillers municipaux ont été élus en 2020,.

### Liste des maires
| Période                                  | Période   | Identité          | Étiquette | Qualité  |
| ---------------------------------------- | --------- | ----------------- | --------- | -------- |
| Les données manquantes sont à compléter. |           |                   |           |          |
|                                          |           |                   |           |          |
| avant 1981                               | ?         | George Andrieux   | PCF       | Retraité |
| 1983                                     | mars 2014 | Michel Bardet     | UMP       | Retraité |
| mars 2014 (réélu en mai 2020)            | En cours  | Bertrand Cagniart |           |          |

## Équipements et services publics

### Justice
Dans le domaine judiciaire, Bars relève : 
- du tribunal judiciaire, du tribunal pour enfants, du conseil de prud'hommes et du tribunal de commerce de Périgueux ;
- du pôle Nationalité du tribunal judiciaire de Périgueux (compétent uniquement dans le domaine de la nationalité) ;
- de la cour d'appel, du tribunal administratif et de la  cour administrative d'appel de Bordeaux.

## Population et société

### Démographie
Les habitants de Bars se nomment les Barsois.
L'évolution du nombre d'habitants est connue à travers les recensements de la population effectués dans la commune depuis 1793. Pour les communes de moins de 10 000 habitants, une enquête de recensement portant sur toute la population est réalisée tous les cinq ans, les populations de référence des années intermédiaires étant quant à elles estimées par interpolation ou extrapolation. Pour la commune, le premier recensement exhaustif entrant dans le cadre du nouveau dispositif a été réalisé en 2007.

En 2022, la commune comptait 243 habitants, en évolution de +2,1 % par rapport à 2016 (Dordogne : +0,37 %, France hors Mayotte : +2,11 %).
| 1793  | 1800 | 1806 | 1821 | 1831 | 1836 | 1841 | 1846 | 1851 |
| ----- | ---- | ---- | ---- | ---- | ---- | ---- | ---- | ---- |
| 1 082 | 724  | 713  | 893  | 977  | 960  | 965  | 978  | 996  |

| 1856 | 1861 | 1866 | 1872 | 1876 | 1881 | 1886 | 1891 | 1896 |
| ---- | ---- | ---- | ---- | ---- | ---- | ---- | ---- | ---- |
| 992  | 976  | 917  | 814  | 879  | 817  | 768  | 688  | 628  |

| 1901 | 1906 | 1911 | 1921 | 1926 | 1931 | 1936 | 1946 | 1954 |
| ---- | ---- | ---- | ---- | ---- | ---- | ---- | ---- | ---- |
| 580  | 570  | 550  | 528  | 464  | 458  | 465  | 415  | 357  |

| 1962 | 1968 | 1975 | 1982 | 1990 | 1999 | 2006 | 2007 | 2012 |
| ---- | ---- | ---- | ---- | ---- | ---- | ---- | ---- | ---- |
| 324  | 319  | 254  | 228  | 217  | 214  | 236  | 239  | 226  |

| 2017 | 2022 | - | - | - | - | - | - | - |
| ---- | ---- | - | - | - | - | - | - | - |
| 243  | 243  | - | - | - | - | - | - | - |

## Économie

### Emploi
En 2015, parmi la population communale comprise entre 15 et 64 ans, les actifs représentent 116 personnes, soit 50,0 % de la population municipale. Le nombre de chômeurs (vingt-sept) a très fortement augmenté par rapport à 2010 (dix) et le taux de chômage de cette population active s'établit à 23,1 %.

### Établissements
Au 31 décembre 2015, la commune compte vingt-huit établissements, dont seize au niveau des commerces, transports ou services, cinq dans l'agriculture, la sylviculture ou la pêche, trois relatifs au secteur administratif, à l'enseignement, à la santé ou à l'action sociale, deux dans la construction, et deux dans l'industrie.

### Sylviculture
La forêt domaniale Barade est en partie située sur le territoire de la commune de Bars.

## Culture locale et patrimoine

### Lieux et monuments

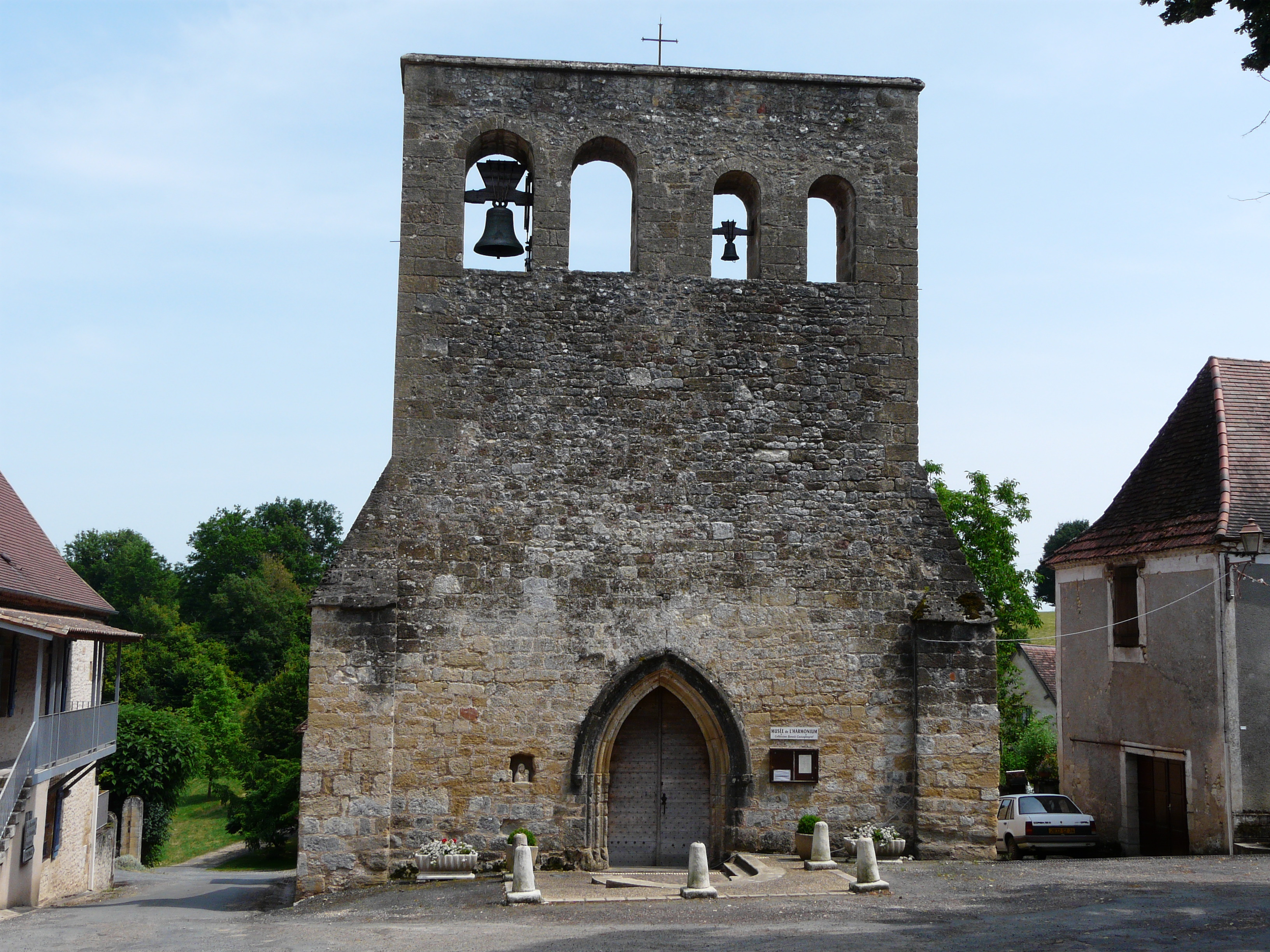
L'église Saint-Pierre-ès-Liens.

- Église Saint-Pierre-ès-Liens avec clocher-peigne à quatre baies campanaires.
- Musée de l'harmonium.

### Personnalités liées à la commune
L'écrivain Eugène Le Roy (1836-1907) a évoqué Bars dans plusieurs épisodes de son roman Jacquou le Croquant, notamment autour de son église.

### Héraldique
| Blason de Bars | Blason  | Parti: au 1er de gueules à l'aigle d'or, au 2e d'azur à trois fleurs de lis d'argent, à la cotice du même brochante et au chef d'azur chargé de deux colombes d'argent. |
| Blason de Bars | Détails | Le statut officiel du blason reste à déterminer. |

## Pour approfondir